# Brachybelus micans
Brachybelus micans är en insektsart som beskrevs av Buckton 1903. Brachybelus micans ingår i släktet Brachybelus och familjen hornstritar. Inga underarter finns listade i Catalogue of Life.